# 李元素
李 元素（り げんそ、生年不詳 - 810年）は、唐代の官僚・政治家。字は大朴。本貫は遼東郡襄平県。

## 経歴
邢国公李密の末裔にあたる。侍御史に任じられた。杜亜が東都留守をつとめていたとき、大将の令狐運を憎んでいた。たまたま洛陽の北で盗賊が発生していて、令狐運がその部下とともに北郊に狩猟に赴いていたことから、杜亜は令狐運をその盗賊と思い込んだ。杜亜は令狐運を逮捕して尋問し、連座する者は四十数人に及んだ。監察御史の楊寧がその事件を調べると、杜亜は楊寧を不正直とみなして、ひそかに上表して告発し、楊寧は罪におとされた。杜亜は令狐運を盗賊として報告し、徳宗もこれを信じて疑わなかった。宰相は事件を再審するべく、元素を洛陽に派遣した。元素は調査すること5日、令狐運らを全て釈放して帰った。杜亜は驚愕して怒り、上疏して元素を誣告した。元素が長安に帰って徳宗に報告しようとすると、徳宗は怒って聞く耳を持たず退出させようとした。元素は退出せず、話を最後まで聞くよう訴えたため、徳宗はようやく態度をやわらげ、元素は令狐運の冤罪が明白であることを報告した。数カ月後に真犯人が捕らえられたので、元素はこのため器量を重んじられ、給事中に転じた。のちに尚書右丞となった。貞元16年（800年）、鄭滑節度使の盧群が死去すると、元素は御史大夫を兼ね、滑州に駐屯し、検校工部尚書を加えられた。
元和元年（806年）、元素は長安に召還されて御史大夫に任じられた。元和2年（807年）、李錡が江南で反乱を起こすと、元素は潤州刺史・浙西道節度観察処置等使に任じられた。数カ月で交代され、入朝して国子祭酒に任じられた。ほどなく太常寺卿となった。元和4年（809年）、戸部尚書・判度支に転じた。元和5年（810年）、死去した。陝州大都督の位を追贈された。

## 伝記資料
- 『旧唐書』巻132 列伝第82
- 『新唐書』巻147 列伝第72